# Álvaro Rodríguez (actor)
Álvaro Rodríguez Granada (Sevilla, Valle del Cauca, 15 de diciembre de 1948) es un actor de cine y televisión colombiano.

## Filmografía

### Televisión
- Turbia (2022) — Álvaro[1]
- Así es la vuelta (2021) — Joaco[2]
- Cómo sobreviví al 2020 (2021) — Libardo[3]
- Jugar con fuego (2019) — Hilario
- Garzón vive (2018) — Felipe Osorio (Álvaro Gómez Hurtado)
- La ley del corazón (2016-2017) — Pascual (Actuación especial)
- Diomedes, el Cacique de La Junta (2015) —
- La tusa (2015) —
- Esmeraldas (2015) —
- Tiro de gracia (2015) — El Brujo
- Alias el Mexicano (2013) — Julio Rincón
- Comando élite (2013) — Heli Mejia Mendoza 'Martin Sombra'
- ¿Dónde está Elisa? (2012) — Salazar
- Amor sincero (2010) — Gustavini
- El penúltimo beso (2009)
- El cartel (2008) — Conrado Cadena 'El Mocho' (Arcángel Henao 'El Mocho')
- Tiempo final (2008) — Rata Ep: Secuestro
- Mujeres asesinas (2008) — Ep: Blanca, la operaria
- Aquí no hay quien viva (2008) — Ricky, Proxeneta (Ep: Éranse unas alumnas PT1)
- Hasta que la plata nos separe (2006-2007) — Vicente Chávez
- La hija del mariachi (2006) — Don Ezequiel
- Mesa para tres (2004) — Francisco 'Paco' Guarin
- La lectora (2002) — El Cuervo
- Isabel me la veló (2001) — Jose del Carmen Umaña
- A donde va Soledad (2000) — Jonás
- ¿Por qué diablos? (1999) — El Tieso
- Castillo de Naipes (1998)
- Cartas de amor (1997) — Ivan
- Fuego Verde (1996) — Tribilin
- Sabor a limón (1995) — Mayor Posada
- N.N. (1991)
- Cuando quiero llorar no lloro (1991) — Facundo
- Dos rostros, una vida (1987)

### Cine
- Rapunzel, El Perro y El Brujo (2023) — El Perro
- Un tal Alonso Quijano (2020) — Santos
- La sombra de tu sonrisa (2020) (corto)
- Aturdido (2020) (corto)
- Sobre ruedas (2019) — Detective
- Entre la sombra y el alma (2018)
- Jossimar Calvo: La historia de un Campeón (2018) (corto)
- La caleta (2018)
- Perros (2017)
- Sin mover los labios (2017) — Constantino
- Café con Leche (2015) (corto) — Águila
- The Inquisition of Camilo Sanz (2014) — Rafa
- Ciudad Delirio (2014)
- La luciérnaga (2013) — Sepulturero
- El paseo 2  (2012) - Aristóbulo Gómez
- ¿Cuál es la casa de un muerto? (2012) (corto) — El Forense
- Apatía, una película de carretera (2012)
- Sofía y el terco (2012)
- Animalario (2012) (corto) — Gatto (voz)
- Todos tus muertos (2011) — Salvador García
- Locos (2011)
- En coma (2011)
- Hoy martes (2011)
- Dr Alemán (2010)
- Tango e vita, el tango de la vida (2010) (corto) — Ladrón
- Yo maté a Gaitán (2010) (corto) — Pedro González
- El tango de la vida (2010) (corto)
- Plata y plomo (2010) — Pecueco
- La pasión de Gabriel (2009) — Ramón
- Perro come perro (2008) — Silvio Sierra
- Facultad sombría (2008) (corto)
- Buscando a Miguel (2007) — Cop 2
- Dios los junta y ellos se separan (2006) — Benjamín Restrepo
- Soñar no cuesta nada (2006) — Camionero
- El colombian dream (2006)
- Desayuno con el suicida (2006) corto
- El trato (2006)
- El cruce (2006) (corto) — El duro
- Visitas (2006) — Bartender
- La historia del baúl rosado (2005) — Rosas
- Perder es cuestión de método (2004) — Abuchija
- Tres hombres tres mujeres (2003)
- ¿De qué barrio llama? (2003) (corto)
- El gato escaldado le teme a la piel fría (2002) — Ángel Noel Prieto
- Te busco (2002) — Nicolás
- Bolívar soy yo!  (2002) — Líder guerrillero
- Tres mujeres (2000) — Medio
- Soplo de vida (1999)
- Adiós, María Félix (1999) — John Jairo Estupiñán, oficial de Policía
- Golpe de estadio  (1998) — Jesús
- La gente de la Universal  (1991) — Sargento Diógenes Hernández
- Amar y vivir (1990)

### Teatro
- El diálogo del rebusque
- En la raya
- El paso
- Maravilla star
- El viento y la ceniza
- La celestina
- La caída de las águilas calvas

## Premios
- Premios Macondo Mejor Actor Protagónico por: Todos tus muertos
- Festival Latinoamericano de cine de New York Mejor Actor por: La gente de la Universal
- II Festival Latinoamericano de cine de New England Mejor Actor por: La gente de la Universal
- Nogal de Oro a Actor Destacado.